# Fronteras de Israel
Las fronteras de Israel son los límites del territorio del Estado de Israel. Son el resultado de varias guerras y de acuerdos diplomáticos entre Israel, sus vecinos y los antiguos poderes coloniales de la zona, como el Reino Unido o Francia. Algunas fronteras tienen reconocimiento internacional mientras otras son disputadas. Tras la guerra árabe-israelí de 1948, y según los acuerdos del Armisticio árabe-israelí de 1949 que fijaron la denominada Línea Verde, limita con el Líbano en el norte, los Altos del Golán y Siria en el noreste, Cisjordania y Jordania en el este, la Franja de Gaza y Egipto en el suroeste. 
La frontera con Egipto es la frontera internacional demarcada en 1906 entre el Reino Unido y el Imperio otomano. Las fronteras con el Líbano, Siria y Jordania están basadas en las elaboradas por el Reino Unido y Francia, en previsión de la derrota del Imperio otomano en la Primera Guerra Mundial y la división de dicho imperio entre esas potencias europeas, y son el resultado del Acuerdo Paulet-Newcombe de 1923, siendo a su vez las del Mandato británico de Palestina, establecido ese mismo año. Las fronteras de Israel con Egipto y Jordania han sido reconocidas oficialmente y confirmadas como parte de los tratados de paz con esos países, y con el Líbano como parte de los Acuerdos de Armisticio de 1949. Las fronteras con Siria y con el Estado de Palestina siguen siendo objeto de controversia.

## El Mandato británico

### La línea Sykes–Picot

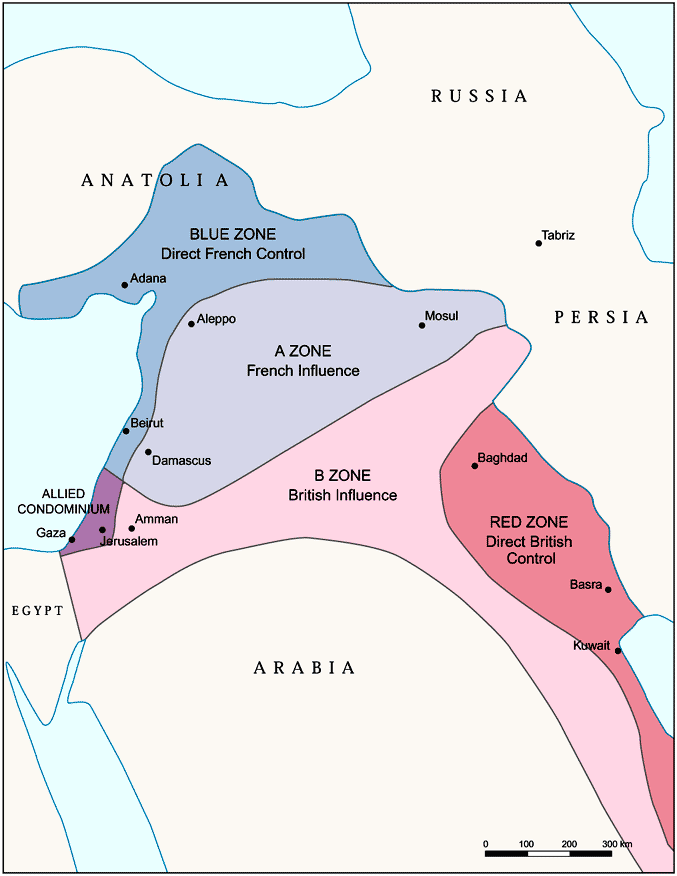
Zonas de control e influencia británica y francesa propuestas en el Acuerdo Sykes-Picot.

El Acuerdo Sykes-Picot de 1916 dividió en secreto los territorios del Imperio otomano en el Próximo Oriente entre las esferas de influencia británica y francesa. Estuvieron de acuerdo en que «Palestina» iba a ser designada como un «enclave internacional». Este acuerdo fue revisado por Gran Bretaña y Francia en 1919. Se convino en que Palestina y el vilayato de Mosul (en el actual Irak) serían parte de la esfera británica a cambio del apoyo británico a la influencia francesa en Siria y el Líbano. Según el historiador Ilan Pappé:
Las fronteras de la  Palestina mandataria, redactadas por primera vez en el Acuerdo Sykes-Picot, adquirieron su forma definitiva durante largas y tediosas negociaciones por parte de funcionarios británicos y franceses entre 1919 y 1922. [...] En octubre de 1919, los británicos concebían el área que hoy es el sur de Líbano y la mayor parte del sur de Siria como parte del Mandato británico de Palestina. [...] En el este, los asuntos eran más complejos [...] Transjordania formaba parte de la provincia otomana de Damasco, que en el acuerdo Sykes-Picot era asignada a los franceses.
En la Conferencia de San Remo (19-26 de abril de 1920), el Consejo Supremo Aliado concedió los mandatos de Palestina y Mesopotamia al Reino Unido, sin definir con precisión los límites de los territorios bajo mandato. Aunque parte del territorio al este del Jordán había sido parte de una unidad administrativa siria bajo los otomanos, fue excluido del mandato francés en la conferencia de San Remo, «con el argumento de que era parte de Palestina». Dicho esto, el artículo 25 del acuerdo de 1920 contenía una disposición que posibilitaba que el territorio al este del Jordán fuese posteriormente excluido de la Declaración Balfour.

### La línea Paulet-Newcombe

Fronteras de la región del mar de Galilea y los Altos del Golán; en azul, la línea Paulet-Newcombe.

El Acuerdo Paulet-Newcombe consistió en una serie de acuerdos firmados entre 1920 y 1923 entre los gobiernos británico y francés en cuanto a la posición y naturaleza de la frontera entre los mandatos de Palestina y Mesopotamia, atribuidos al Reino Unido, y el Mandato de Siria y el Líbano, atribuidos a Francia. El límite entre los futuros mandatos británico y francés se definió en términos generales en París, el 23 de diciembre de 1920. Ese acuerdo colocó la mayor parte de los Altos del Golán en el ámbito francés. El tratado también estableció una comisión conjunta para resolver los detalles precisos de la frontera y delimitar el terreno in situ.
La comisión presentó su informe final el 3 de febrero de 1922, que fue aprobado con algunas salvedades por parte de los gobiernos francés y británico el 7 de marzo de 1923, unos meses antes de que el Reino Unido y Francia asumieran sus responsabilidades mandatarias el 29 de septiembre de 1923.
De acuerdo con el mismo proceso, una parcela de territorio limítrofe que incluía el antiguo asentamiento de Dan fue transferido de Siria a Palestina a principios de 1924. De esta manera, los Altos del Golán entraron a formar parte del Mandato francés de Siria. Cuando el Mandato francés de Siria finalizó en 1944, los Altos del Golán continuaron siendo parte del nuevo Estado independiente de Siria.

### La separación de Transjordania
En marzo de 1921, el ministro de Colonias Winston Churchill visitó Jerusalén y, después de una discusión con el Emir Abdullah, se acordó que el objetivo del Hogar Nacional Judío en el propuesto Mandato de Palestina no se aplicaría al territorio al este del río Jordán. De conformidad con ese acuerdo, el Libro Blanco de Churchill de 3 de junio de 1922 declaró explícitamente que «los términos de la Declaración [Balfour] mencionada no contemplan que Palestina en su conjunto debe convertirse en un Hogar Nacional Judío, sino que tal Hogar debe ser fundado ‹en Palestina›».
En junio de 1922, la Sociedad de Naciones aprobó el Mandato de Palestina, que entró en vigor de forma automática cuando se resolvió una disputa entre Francia e Italia sobre el Mandato de Siria. El mandato también declaró que Gran Bretaña podría «posponer o suspender» la aplicación de las disposiciones relativas al «Hogar Nacional Judío» en el territorio al este del río Jordán, entonces llamado Transjordania. En septiembre de 1922, el gobierno británico presentó un memorándum a la Sociedad de Naciones indicando que Transjordania sería excluida de todas las disposiciones relativas a los asentamientos judíos, y este memorándum fue aprobado el 23 de septiembre. La disputa francés-italiana se resolvió el 29 de septiembre de 1923, y los dos mandatos entraron en vigor en esa fecha.
Gran Bretaña administró la parte occidental del Jordán como Palestina, y la parte oriental del Jordán como Transjordania, siendo la frontera el río Jordán. Palestina comprendía el 23% del territorio del Mandato y Transjordania, el 77%. Técnicamente eran un solo mandato, pero la mayor parte de los documentos oficiales se refieren a ellos como dos mandatos separados. Transjordania permaneció bajo control británico hasta 1946, cuando consiguió su independencia.

### El fin del Mandato británico

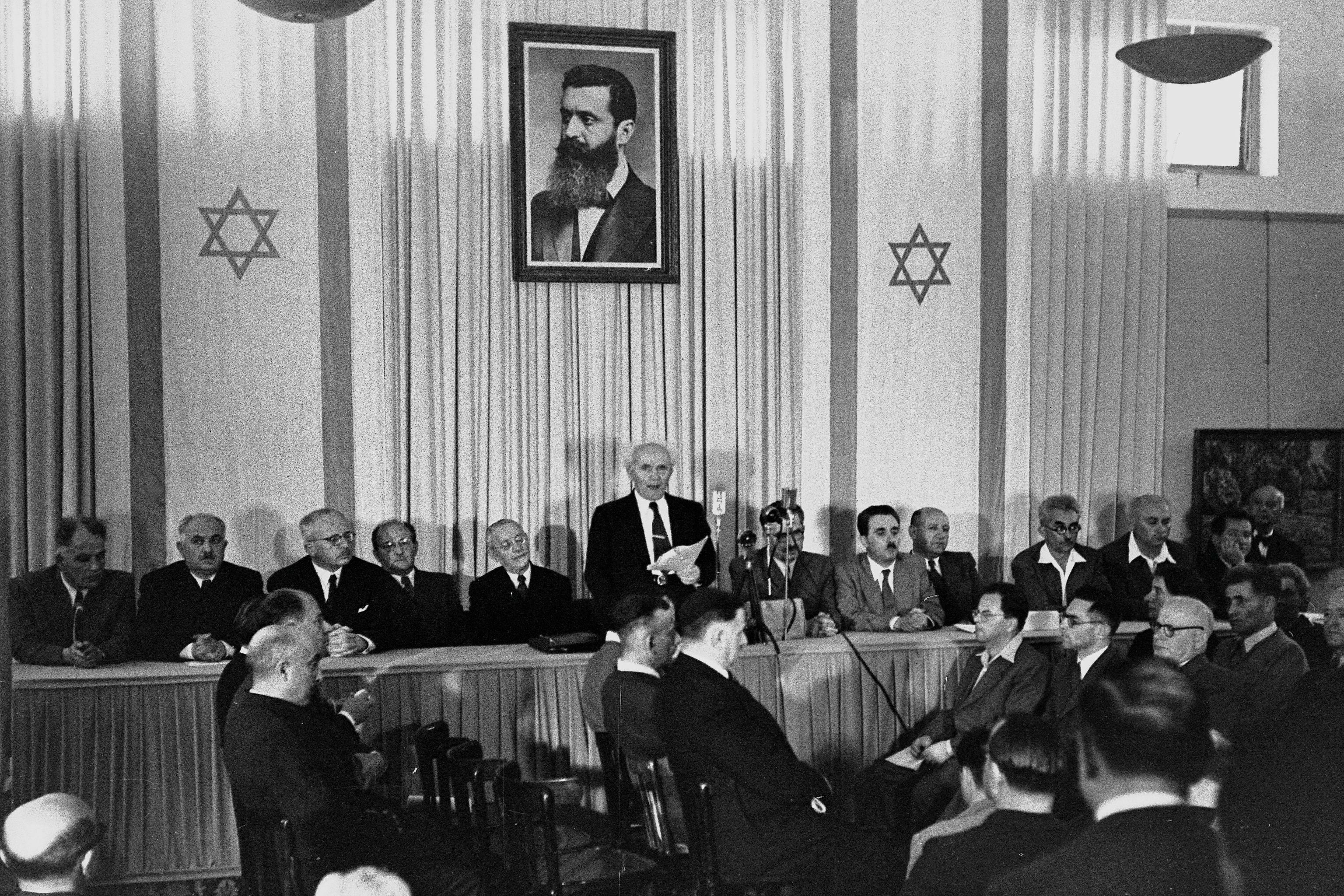
David Ben-Gurión declara la independencia del Estado de Israel (14 de mayo de 1948).

El 29 de noviembre de 1947, la Asamblea General de las Naciones Unidas adoptó una resolución que recomendaba la «adopción e implementación» de un plan de partición de Palestina en «Estados independientes árabe y judío» y un «régimen internacional especial para la ciudad de Jerusalén» administrado por las Naciones Unidas (Resolución 181 (II)). Gran Bretaña declaró la expiración dell mandato el 15 de mayo de 1948. El 14 de mayo de 1948, David Ben-Gurión, en una ceremonia en Tel Aviv, declaró «el establecimiento de un Estado judío en Eretz Israel, que será conocido como el Estado de Israel».
Eliahu Epstein, Agente del Gobierno Provisional de Israel, escribió una carta al presidente estadounidense Harry S. Truman solicitando el reconocimiento por parte del gobierno norteamericano, y la envió inmediatamente después de la Declaración del 14 de mayo de 1948. Informó «que el estado de Israel ha sido proclamado como una república independiente dentro de las fronteras aprobadas por la Asamblea General de las Naciones Unidas en su Resolución del 29 de noviembre de 1947».

## Frontera con el Líbano

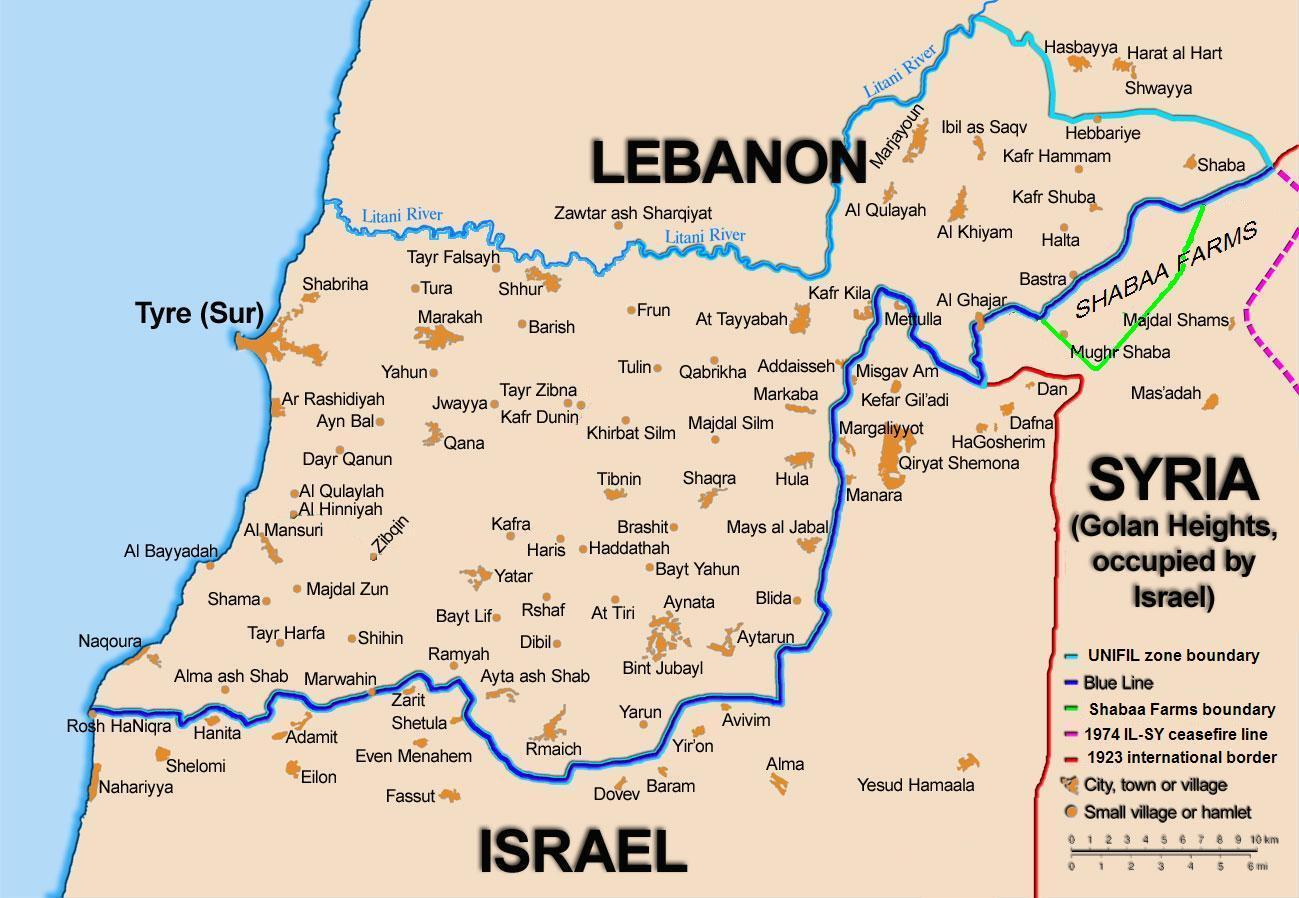
La Línea Azul cubre la frontera entre Líbano e Israel; una extensión abarca la frontera entre el Líbano y los Altos del Golán.

Las Naciones Unidas, en junio de 2000, llamaron a delimitar la frontera con el Líbano para determinar si Israel se había retirado totalmente del Líbano en cumplimiento de la Resolución 425 del Consejo de Seguridad de la ONU. Esta línea llegó a ser llamada la Línea Azul. Al mismo tiempo, las Naciones Unidas no tenían que considerar la legalidad de la frontera entre el Líbano y los Altos del Golán controlados por Israel, ya que no era necesario para el propósito de la Resolución 425. De acuerdo con ello, la línea de demarcación del armisticio entre Líbano y los Altos del Golán controlados por Israel no es denominada como «Línea Azul».
Las Naciones Unidas debían determinar que la Línea Azul era la línea de despliegue de las FDI antes del 14 de marzo de 1978, cuando Israel invadió el Líbano. En efecto, esa línea fue reconocida por Líbano y por Israel como la frontera internacional, y no solamente como la línea de demarcación del armisticio de 1949 (comúnmente llamada la Línea Verde), tras la guerra de 1948 entre árabes e israelíes.

### Contexto
El 14 de marzo de 1978, Israel lanzó la Operación Litani, ocupando la zona sur del río Litani, exceptuando Tiro (véase el mapa). En respuesta a la invasión, el Consejo de Seguridad de la ONU aprobó las Resoluciones Consejo 425 y 426, llamando a la retirada de las fuerzas israelíes de Líbano. Las fuerzas israelíes se retiraron posteriormente ese año, pero regresaron a sus posiciones dentro del Líbano con su aliado, el Ejército del Sur del Líbano.
El 17 de abril de 2000, Israel anunció que retiraría sus fuerzas del Líbano. El gobierno libanés se negó a tomar parte en la demarcación de la frontera. La ONU este realizó su propio reconocimiento de la línea, bajo la Resolución 425, que pidió «estricto respeto de la integridad territorial, la soberanía y la independencia política del Líbano dentro de sus fronteras internacionalmente reconocidas».
Entre el 24 de mayo y el 7 de junio de 2000 el Enviado Especial de la ONU escuchó las opiniones en Israel, Líbano y Siria. El cartógrafo oficial de las Naciones Unidas y su equipo, asistidos por la FPNUL, trabajaron en región para crear una línea que se adoptará para los propósitos prácticos de confirmar el retiro israelí. Mientras que esto no era una frontera formal, la intención era identificar una línea en la zona conforme a los límites internacionalmente reconocidos de Líbano, basados en la mejor evidencia documental y cartográfica.
El 7 de junio, culminado el mapa, se trazó la línea de retirada, que fue informada formalmente por el Comandante de las fuerzas de FPNUL a las contrapartes, libanesas e israelíes. A pesar de sus observaciones sobre la línea, los gobiernos de Israel y Líbano confirmaron lo que identificaba esta línea era responsabilidad de las Naciones Unidas y que por eso respetarían la línea según lo demarcado.
El 8 de junio, los equipos de la UNIFIL comenzaron el trabajo de verificar el retiro israelí detrás de la línea.

### La Línea Azul
La Línea Azul determinada por las Naciones Unidas en 2000 como la frontera entre el Líbano e Israel, desde el Mar Mediterráneo hasta el río Hasbani, se aproxima mucho a la Línea Verde establecida en el acuerdo de armisticio de 1949 entre el Líbano e Israel. La zona este del río Hasbani es considerada parte de Siria e incluye a los Altos del Golán.
El armisticio entre el Líbano e Israel fue firmado el 21 de marzo de 1949. Los principales puntos del acuerdo fueron:
- Los términos del acuerdo fueron establecidos exclusivamente bajo consideraciones militares.
- La línea del armisticio (es decir, la Línea Verde) era el límite internacional correspondiente a la frontera entre el Líbano y Palestina durante el Mandato de 1923.
- A diferencia de otros acuerdos, este no tiene ninguna cláusula en la que la Línea Verde se establezca como una frontera internacional, y fue, después de eso, tratada como antes, como la frontera de iure del Líbano.
- Israel retiró sus tropas de trece aldeas en territoria Libanés, que estaban ocupadas durante la guerra.

En 1923, 38 hitos fueron puestos a lo largo de la frontera de 49 millas junto con una detallada inscripción en ellos. La Línea Azul difiere en unos pocos tramos de la línea original de 1949, aunque nunca superaba los 474 metros.
Entre 1950 y 1957, topógrafos del Líbano e Israel lograron completar 25 kilómetros de territorio no-contiguo y marcar (pero no señalar) otro tramo del límite internacional.
El 16 de junio, el Secretario General informó al Consejo de Seguridad que Israel había retirado sus tropas del Líbano de acuerdo con la resolución 425 y cumplió con los requerimientos establecidos en su reporte del 22 de mayo del 2000. La línea de repliegue ha sido denominada como la Línea Azul en todas las comunicaciones oficiales de la ONU desde entonces.

## Frontera con Siria
En 1923, un acuerdo entre el Reino Unido y Francia demarcaba el límite entre el Mandato Británico de Palestina y el Mandato Francés de Siria. Los británicos cedieron los Altos del Golán la los franceses a cambio de parte del valle del Jordán. La frontera fue reescrita de manera que ambos lados del río Jordán y todo el mar de Galilea, incluyendo una franja de 10 metros de ancho en la costa nororiental, formaron parte de Palestina.  El plan de las Naciones Unidas para la partición de Palestina de 1947 ubicó esta área dentro del Estado judío.
Durante la guerra de los Seis Días, Israel capturó el territorio y luego repelió un ataque sirio que buscaba recuperarlo durante la guerra del Yom Kippur. Israel anexó los Altos del Golán en 1981 con la ley de los Altos del Golán. Los israelíes comenzaron a construir asentamientos en todo el territorio y ofrecieron a los residentes circasianos y drusos (musulmanes) la nacionalidad Israelí, muchos de los cuales la rechazaron. Hoy en día Israel considera a los Altos de Golán como parte de su territorio soberano y una necesidad estratégica. La Línea  Morada marca el límite entre Israel y Siria. Esta anexión unilateral no ha sido reconocida internacionalmente, y la resolución 242 del Consejo de Seguridad de las Naciones Unidas definen el área como ocupada por los israelíes.
Durante la década de 1990, se llevaron a cabo negociaciones constantes entre Israel y Siria sobre una mediación del conflicto y la retirada Israelí de los Altos del Golán pero fueron infructuosas y no se logró un tratado de paz. El problema parece ser un territorio de 66 kilómetros en el Valle del Jordán que se ubicaba al oeste del límite del Mandato de Palestina de 1923, que fue capturado por Siria en la guerra árabe-israelí de 1948 y posteriormente retenido en el armisticio de 1949 con Israel. Los países Árabes apoyan a Siria en su posición pidiendo a Israel que regrese a «las fronteras de 1967».  

### Conflicto sobre las Granjas de Shebaa
Tanto el Líbano como Siria estaban dentro del territorio del Mandato Francés desde 1920 hasta el final de éste en 1946. La disputa sobre la soberanía de las Granjas Shebaa fue producto, en parte, de una deficiente administración por parte del mandato francés y posteriormente de la incapacidad del Líbano y Siria de demarcar correctamente sus fronteras.
Documentos de la década de 1920 y 1930 muestran que pobladores locales se consideraron como ciudadanos del Líbano, pagando impuestos al gobierno Libanés. Los mismos oficiales franceses mostraron confusión respecto al asunto. Un oficial francés, en 1939 manifestó que esa incertidumbre acarrearía problemas en el futuro.
La región siguió siendo considerada territorio sirio durante el Mandato Francés. Esto se mostró el mapas franceses de 1933 y 1945. Allí claramente se mostraba a la región como una región siria.
Luego, en 1946, cuando el Mandato Francés terminó, el territorio fue administrado por Siria, y representado como tal en mapas de la época. Los mapas del acuerdo de armisticio entre Siria e Israel de 1949 también denotaban el área como parte de Siria.
No obstante, de vez en cuando surgían disputas al respecto. No solamente en las Granjas Shebaa, en varias aldeas fronterizas ocurrieron discrepancias entre los límites impuestos por la administración y los establecidos por los propietarios de tierras. Siria y el Líbano luego formaron un comité conjunto fronterizo a finales de la década de 1950 para determinar la frontera entre ambos países. Al finalizar el proyecto, en 1964 el comité sugirió que el territorio fuera considerado Libanés y que la frontera se restableciera de esta manera. Sin embargo, ni Siria ni el Líbano acogieron la sugerencia del comité, y ningún país hizo algo en lo referente al límite recomendado. Así, los mapas del área siguieron demarcando el territorio como sirio. Incluso los mapas de las fuerzas sirias y libanesas señalaban la región como territorio sirio.
Muchos residentes locales se consideraron a sí mismos como libaneses. No obstante, el gobierno libanés no les prestó atención. El gobierno sirio ejerció efectivo control sobre el área hasta la guerra de los Seis Días.
En 1967, la mayoría de los terratenientes de las granjas Shebaa y granjeros (libaneses) vivían fuera de la región siria, a lo largo del límite entre el Líbano y Siria, en la aldea libanesa de Shebaa. Durante la guerra de los Seis Días en 1967, Israel arrebató el territorio de los Altos del Golán a Siria, incluyendo las Granjas de Shebaa.

## Frontera con Jordania
En 1988 Palestina declaró su independencia sin especificar sus fronteras. Jordania reconoció al estado Palestino y cedió sus pretensiones sobre Cisjordania a la Organización para la Liberación de Palestina, la cual había sido previamente denominada por la Liga Árabe como «la única representante legítima del pueblo palestino».
El tratado de paz israelí-jordano fue firmado el 26 de octubre de 1994. Este tratado resolvió disputas territoriales y fronterizas vigentes desde la guerra de 1948. Este especificaba la frontera entre Israel y Jordania, teniendo como límites: el río Jordán, el río Yarmuk, el Mar Muerto, el Arabá y el golfo de Aqaba. Para esto último, el acuerdo requiere que la demarcación use una representación distinta, y que rece lo siguiente:
«Esta línea es el límite administrativo entre Jordania y el territorio controlado por los Israelíes desde 1967. Cualquier tratado de esta línea debe ser sin prejuicio del estado de este territorio».
En el 2011, Palestina presentó una solicitud de afiliación a las Naciones Unidas, usando los límites existentes antes de 1967. Como Israel no reconoce al Estado de Palestina, los límites de Jordania con Israel siguen siendo indefinidos.

## Frontera con Egipto
La frontera internacional entre el Imperio Otomano y Egipto, entonces bajo dominio de los británicos, fue definida en el acuerdo anglo-otomano de 1 de octubre de 1906.
De acuerdo con la documentación personal del coronel británico  Wilfed A. Jennings Bramley, que tuvo mucho peso en las negociaciones, la frontera servía principalmente los intereses militares de los británicos: alejaba al máximo a los otomanos del canal de Suez y daba a los británicos el control absoluto de los golfos del mar Rojo, Suez y Aqaba, incluyendo los estrechos de Tirán. En aquella época, el ramal de Aqaba del ferrocarril de Hejaz aún no había sido construido, y los otomanos no tenían acceso al mar Rojo. Los británicos tenían también interés en que la frontera fuera lo más corta posible y muy fácil de patrullar, por lo que en las negociaciones no tomaron en cuenta las necesidades de las poblaciones locales.
El armisticio de 1949 entre Israel y Egipto fue ratificado el 24 de febrero de 1949. La línea del armisticio entre los dos países seguía la frontera internacional excepto a lo largo de la Franja de Gaza, que permanecía bajo ocupación egipcia.
El tratado de paz egipcio-israelí que se firmó el 26 de marzo de 1979 creó una frontera internacional oficialmente reconocida sobre la línea de 1906, excepto que Egipto renunció a la Franja de Gaza. Una disputa surgió sobre la demarcación de la frontera en su punto más meridional, en Taba. Taba se encontraba en el lado egipcio de la línea de armisticio de 1949, pero Israel afirmó que Taba había pertenecido al lado otomano de la frontera definida por los otomanos y los británicos en 1906, y que había habido un error en el dibujo de la frontera. La disputa fue sometida al arbitraje de una comisión internacional compuesta por un israelí, un egipcio y tres personas de países ajenos. En 1988, la comisión sentenció a favor de Egipto e Israel se retiró de Taba el mismo año.

## Frontera con Palestina

### Del Mandato de Palestina a la Línea Verde de 1949
En noviembre de 1947, la Asamblea General de las Naciones Unidas adoptó una resolución recomendando al Reino Unido, como poder mandatorio de Palestina, y a todos los demás miembros de las Naciones Unidas, la adopción y aplicación, con respecto al futuro gobierno de Palestina, de la Resolución 181 (II)  o Plan para la partición de Palestina, que incluía una unión económica. El Plan proponía acabar con el Mandato Británico de Palestina y partir Palestina en dos Estados independientes, uno árabe y otro judío, con un régimen internacional especial para la ciudad de Jerusalén. La comunidad judía de la Palestina mandataria aceptó el plan, a pesar de sus recelos. Con unas pocas excepciones, los líderes y gobiernos árabes rechazaron el plan de partición expuesto en la resolución y declararon que rechazarían cualquier otro plan de partición. el 14 de mayo de 1948, víspera de la expiración del Mandato de Palestina, David Ben-Gurión, en nombre de la comunidad judía, declaró el establecimiento de un Estado judío en Eretz-Israel, que sería conocido como Estado de Israel.
Al día siguiente, los ejércitos árabes marcharon sobre lo que había sido hasta entonces el territorio bajo mandato británico. Este intervención/invasión desde múltiples flancos convirtió la guerra civil de 1947-1948 bajo el Mandato de Palestina en la guerra árabe-israelí de 1948. El curso de la guerra se volvió rápidamente en contra de los árabes, e Israel lanzó una serie de ofensivas militares que le permitieron extender ampliamente los territorios bajo su dominio. El 22 de septiembre de 1948, durante una tregua, el Consejo de Estado Provisional de Israel aprobó una ley que anexionaba todas las tierras capturadas durante la guerra y declaraba que de ahora en adelante cualquier parte de Palestina tomada por el ejército israelí sería automáticamente anexionada por Israel. La Conferencia de Lausana de 1949 puso fin a la guerra. Tras unas negociaciones entre Israel, Egipto, Líbano, Transjordania y Siria, y bajo supervisión internacional, los acuerdos del armisticio de 1949 acordaron delimitaciones basadas en la línea del alto el fuego con algunos ajustes menores, conocida como la Línea Verde. La Línea Verde fue declarada expresamente como línea de demarcación temporal más que como una frontera permanente, y los acuerdos del armisticio dejaban la cuestión de la definición de las fronteras en manos de futuras negociaciones. El área situada al oeste del río Jordán se empezó a llamar Cisjordania (West Bank en inglés) y se quedó bajo control de Jordania, con la que se unió por el Acta de Unión de 1950, sin perjuicio de la resolución definitiva de sus aspiraciones nacionales. La Franja de Gaza quedó bajo control de Egipto.

### Guerra de los Seis Días
Durante la guerra de los Seis Días de 1967, Israel conquistó Cisjordania quitándosela a Jordania, conquistó la Franja de Gaza y la península del Sinaí a Egipto, y los Altos del Golán a Siria, y colocó estos territorios bajo ocupación militar. Israel y los territorios palestinos volvieron a ocupar entonces el área delimitada por las fronteras de la antigua Palestina bajo Mandato británico. Egipto renunció a toda reclamación sobre la Franja de Gaza por el tratado de paz egipcio-israelí de 1979. En 1988, Jordania renunció a toda reclamación sobre Cisjordania, un acuerdo que se formalizó en el tratado de paz israelí-jordano de 1994.
La Línea Verde constituye la frontera disputada de Israel con los territorios palestinos. Poco después de la guerra de los Seis Días de 1967, Israel extendió los límites del municipio de Jerusalén y aplicó sus leyes, su jurisdicción y su administración a Jerusalén Este y a las zonas adyacentes. En 1980, el Knesset aprobó la Ley de Jerusalén y declaró que Jerusalén era la capital «completa y unificada» de Israel. El gobierno israelí ofreció la ciudadanía a los residentes palestinos. Estos la rechazaron en su mayoría y son considerados como residentes permanentes de acuerdo con la legislación israelí. Según la organización israelí por los derechos humanos Hamoked que tuvo acceso a documentos del ministerio israelí de Interior gracias al Freedom of Information Act (Ley por la Libertad de la Información), si estos palestinos viven en el extranjero siete años, o consiguen ciudadanía o residencia en otro país, pierden su residencia israelí.
La presunta anexión de Jerusalén Este fue condenada por el Consejo de Seguridad de las Naciones Unidas como una «violación de la legislación internacional» y fue declarada «sin efecto legal» (null and void) por la Resolución 478 del Consejo de Seguridad. No es reconocida por la Comunidad Internacional por lo que ningún país tiene embajada en Jerusalén, sino en Tel Aviv. Se mantienen muchos consulados en Jerusalén.

### Negociaciones en elsigloXXI
Las fronteras del Estado de Palestina con Israel dependen de las negociaciones en curso en el marco del proceso de paz israelí-palestino. En 2006 el entonces primer ministro Ehud Ólmert declaró que la barrera israelí de Cisjordania –que rodea casi todos los asentamientos, tres ciudades de importancia, así como algunas pequeñas poblaciones palestinas para incluirlos en territorio israelí— podría ser la base de una futura frontera israelí. En 2014, el ministro de Asuntos Exteriores israelí Avigdor Lieberman reiteró su plan de 2004 que proponía trasladar la región fronteriza conocida como el Triángulo a Palestina, a cambio de los bloques de asentamientos situados a lo largo de la frontera con Cisjordania. La propuesta fue rechazada por el primer ministro israelí Benjamin Netanyahu y por el presidente palestino Mahmoud Abbas.

### Proyecto israelí de anexionar parte de Cisjordania

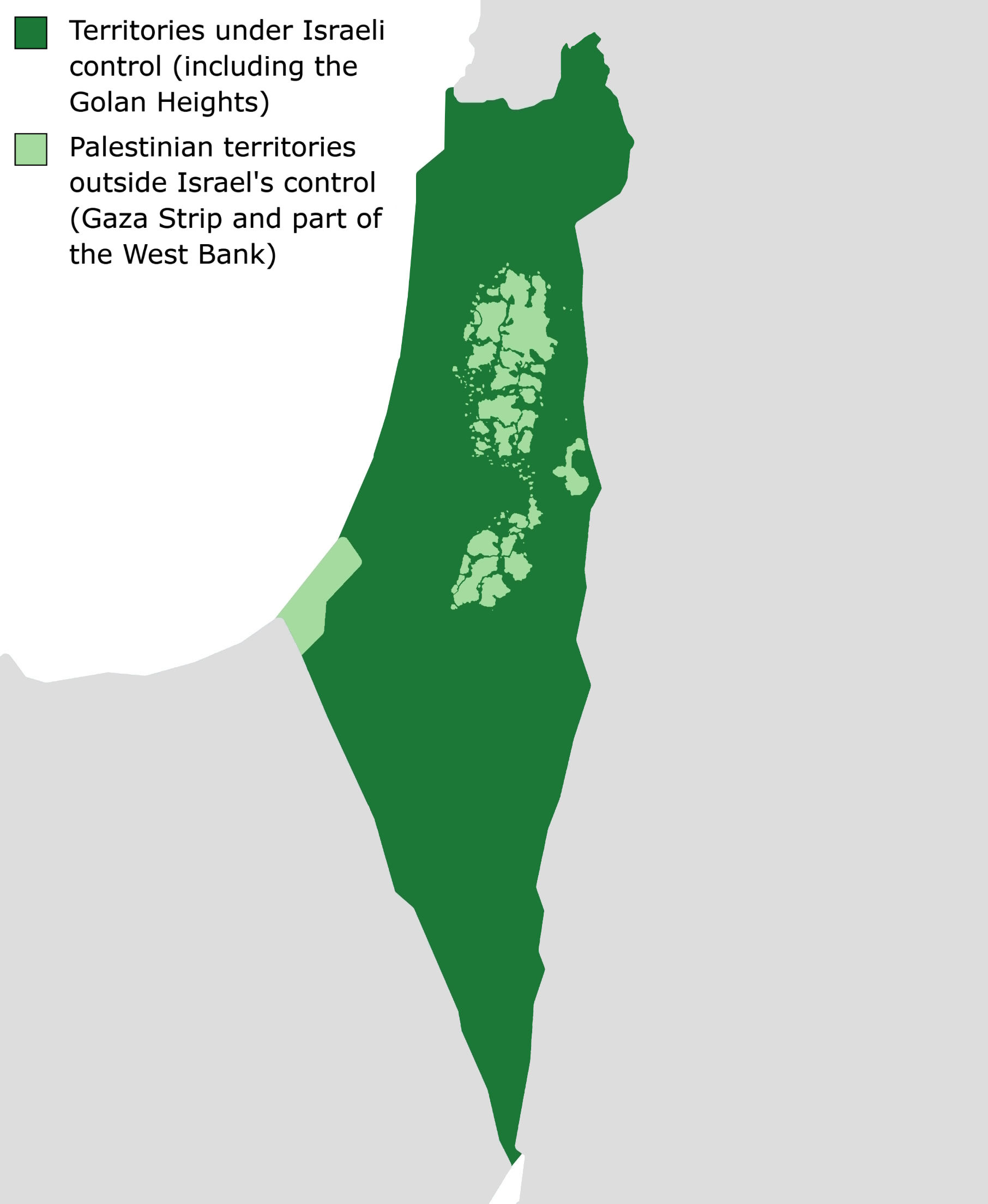

La postura del Estado palestino sobre sus fronteras es apoyada por la Iniciativa de Paz Árabe (Arab Peace Initiative) de 2002 que propugna que Israel vuelva a las «fronteras de 1967». Mientras Israel desea anexionar los asentamientos israelíes de Cisjordania y conservar Jerusalén Este, sus fronteras con la Franja de Gaza se han consolidado desde la cumbre de Camp David del año 2000, y en particular después de la retirada Israelí de 2005. Tras las elecciones generales israelíes de 2019 y la constitución del nuevo gobierno de Benjamín Netanyahu tras un acuerdo con Benny Gantz, ambos reafirmaron su intención de extender la soberanía israelí no solo a los asentamientos israelíes de Cisjordania (denombrados colectivamente por Israel como Judea y Samaria) sino también al valle del río Jordán, lo que representaría la anexión a Israel de 30% del territorio palestino de Cisjordania.